# قناة أدولفوس

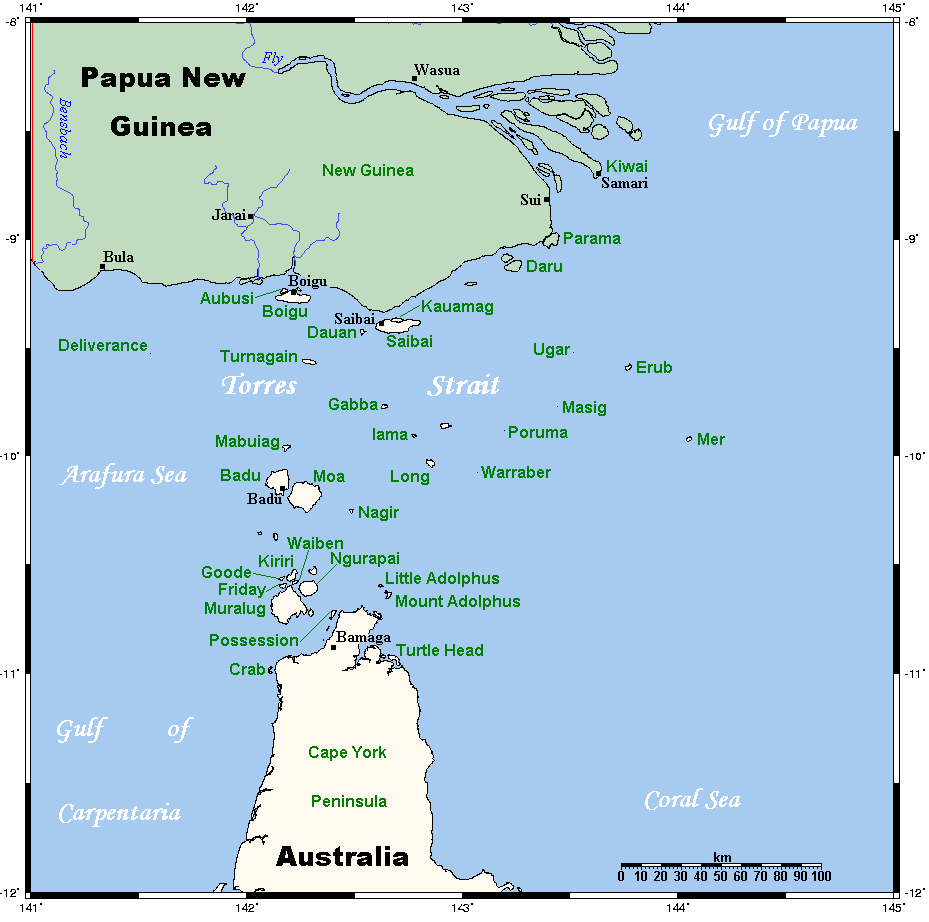
خريطة للجزر مضيق توريس، مع قناة أدولفوس تقع إلى الجنوب من جبل أدولفوس جزيرة في مضيق توريس

قناة أدولفوس (بالإنجليزية: Adolphus Channel)‏ أو ممر ألباني (بالإنجليزية: Albany passage)‏ هي قناة تقع في مضيق توريس، تقع إلى الشمال الشرقي من شبه جزيرة كيب يورك في ولاية كوينزلاند، أستراليا. وإلى الشمال من جزيرة ألباني، واحدة من جزر مجموعة المنار من أرخبيل جزر مضيق توريس، وإلى الجنوب من جبل جزيرة أدولفوس.